# Cratere Mösting
Mösting è un cratere lunare che si trova nei pressi del confine sud-orientale del Mare Insularum. È stato battezzato in onore del banchiere e uomo politico danese Johan Sigismund von Mösting (1759-1843)

## Morfologia
Mösting è un cratere da impatto le cui pareti interne sono coperte da terrazze sporgenti. Mösting è posto fra il cratere rovinato Sömmering, a nord-ovest, e il grande cratere Flammarion a sud-est. In prossimità di Mösting sono presenti alcuni crateri minori situati che sono convenzionalmente identificati, sulle mappe lunari, attraverso una lettera maiuscola associata al nome (Mösting A, Mösting B, ecc.). Il cratere secondario Mösting A, posto a sud-sud-est dal cratere principale presenta, metà del fondo del cratere, un piccolo rilievo identificabile facilmente dalla Terra con il cannocchiale meridiano; questa caratteristica permette di utilizzarlo come punto di repere per studiare i movimenti della Luna, la distanza della Luna dalla Terra e, in parte, la conformazione della superficie lunare. 

## Crateri correlati
Alcuni crateri minori situati in prossimità di Mösting sono convenzionalmente identificati, sulle mappe lunari, attraverso una lettera associata al nome..
| Mösting | Latitudine | Longitudine | Diametro |
| ------- | ---------- | ----------- | -------- |
| A       | 3.2° S     | 5.2° W      | 13 km    |
| B       | 2.7° S     | 7.4° W      | 7 km     |
| C       | 1.8° S     | 8.0° W      | 4 km     |
| D       | 0.3° S     | 5.1° W      | 7 km     |
| E       | 0.3° N     | 4.6° W      | 44 km    |
| K       | 0.7° S     | 7.4° W      | 3 km     |
| L       | 0.6° S     | 3.4° W      | 3 km     |
| M       | 1.3° S     | 4.3° W      | 31 km    |
| U       | 3.2° S     | 6.6° W      | 18 km    |